# Campionati europei di slittino 1980
I Campionati europei di slittino 1980 sono stati la 27ª edizione della competizione.
Si sono svolti a Valdaora, in Italia.

## Medagliere
| Pos.   | Nazione        | Oro | Argento | Bronzo | Totale |
| ------ | -------------- | --- | ------- | ------ | ------ |
| 1      | Germania Est   | 2   | 1       | 1      | 4      |
| 2      | Italia         | 1   | 2       | 1      | 4      |
| 3      | Germania Ovest | 0   | 0       | 1      | 1      |
| Totale | Totale         | 3   | 3       | 3      | 9      |

## Podi
| Evento            | Oro                    | Argento                | Bronzo                          |
| Singolo Maschile  | Karl Brunner           | Paul Hildgartner       | Ernst Haspinger                 |
| Singolo Femminile | Melitta Sollmann       | Marie-Luise Rainer     | Ilona Brand                     |
| Doppio            | Hans Rinn Norbert Hahn | Bernd Hahn Ulrich Hahn | Hans Brandner Balthasar Schwarm |